# Huachi-torito
El huachi-torito o guachitorito es un tipo de villancico, también conocido como "adoración" al Niño Jesús, que cuenta la historia de un torito recién nacido. Es también una danza que se baila en parejas, simulando un toreo.
Este villancico navideño tiene una raíz tanto indígena, pues se lo denominada "huayño indio en tonalidad mayor", como española, ya que emula al toreo. El Huachi-torito es practicado en varios países de Sudamérica como Bolivia, Chile, Perú y Argentina.

## Etimología
El nombre Huachi-torito viene del quechua wachay, que significa alumbrar, parir o dar a luzy de torito en español. 

## Baile
El Huachi-torito se baila sosteniendo pañuelos en parejas de hombre y mujer. También se suele bailar en círculo ente varias parejas a la cabeza de un caporal que dirige el baile. Al bailar, los participantes simulan un toreo. Generalmente el hombre simula ser el toro, mientras que la mujer simula ser la torera que tiene el objetivo de domar al toro. La danza se baila frente al altar del Niño Jesús y finaliza una vez que ha terminado el simulacro de la doma del toro. Esta danza es considerada de galanteo.

## Letra
La letra del villancico Huachi-torito suele contar la historia de un niño pobre que decide entregar al Niño Jesús su corazón como regalo.Según investigaciones de Rigoberto Paredes, las culturas altiplanicas hacían adoración a figuras de arcilla con forma de animales, como toros, ovejas y burros, para bendecir. El texto de la canción puede referirse al sincretismo de esta práctica con la adoración del Niño Jesus en el pesebre. Así se refiere al Niño del Corralito sugiriendo una mixtura subyacente entre el niño y un animalito de corral. 

## Instrumentos
Los instrumentos con los que suele tocar el Huachi-torito son la quena, la guitarra, el acordeón, los violines, el bombo y la caja.

## Variantes

### Bolivia
En Bolivia el Huachi-torito se difundió más en los departamentos de Potosí y Chuquisaca.Generalmente se canta en quechua y también se lo baila.

### Chile
En Chile el Huachi-torito es practicado sobre todo en el norte del país.

### Perú
En Perú el Huachi-torito es más conocido y practicado en el sureste.

### Argentina
En Argentina el Huachi-torito es practicado y conocido en la provincias de Salta y Jujuy, al noreste del país.